# 托伊妮·珀于斯蒂
托伊妮·珀于斯蒂（芬蘭語：Toini Pöysti，1933年7月1日—2024年5月9日），芬兰女子越野滑雪运动员。她曾代表芬兰参加1960年和1964年冬季奥林匹克运动会越野滑雪比赛，共获得二枚铜牌。